# Antônio Francisco Braga
Antônio Francisco Braga (Rio de Janeiro, 15 aprile 1868 – Rio de Janeiro, 14 marzo 1945) è stato un compositore brasiliano.

## Biografia
Antônio Francisco Braga è nato a Rio de Janeiro e ha studiato con Luiz António de Moura e Carlos de Mesquita. Nel 1886 fondò la Sociedade de Concertos Populares. Quando la Repubblica Brasiliana fu dichiarata nel 1889, la sua composizione Hino à bandeira fu adottata come inno nazionale brasiliano. A partire dal 1890 Antônio Francisco Braga studiò al Conservatorio di Parigi con Jules Massenet. Dopodiché trascorse del tempo sia in Germania che in Italia e poi tornò in Brasile nel 1900. Al suo ritorno in Brasile, Antônio Francisco Braga insegnò all'Instituto Nacional de Música e fu direttore della Sociedade de Concertos Sinfonicos tra il 1908 e il 1933. Uno dei suoi allievi fu la pianista e compositrice brasiliana Cacilda Borges Barbosa.
Braga ha composto tre opere e ha prodotto brani per orchestra, musica da camera, brani per pianoforte e molte canzoni.

## Opere
- Missa de S. Francisco Xavier (s.d.)
- Missa de S. Sebastião (s.d.)
- Te Deum (s.d.)
- Stabat Mater (s.d.)
- Trezena de S. Francisco de Paula (s.d.)
- A Paz, poema (s.d.)
- Oração pela Pátria, poema (s.d.)
- Trio, per pianoforte, violino e violoncello (s.d.)
- Due Quintetos (s.d.)
- Quarteto per legni e ottoni (s.d.)
- Virgens Mortas, testo di Olavo Bilac (s.d.)
- Trovador do Sertão (s.d.)
- Hino à juventude brasileira (s.d.)
- Hino à Paz (s.d.)
- Paysage (1895)
- Cauchemar (1896)
- Brasil, marcha (1898)
- Marabá, poema sinfonico, dedicato al Brasile (1898)
- Episódio Sinfônico (1898)
- Jupira, opera (1898)
- A Pastoral, (1903)
- Hino à Bandeira Nacional (1905)
- Canto de Outono, per orchestra d'archi (1908)
- O Contratador de Diamantes, (1908)
- Insônia, poema sinfonico (1908)
- Anita Garibaldi, opera (1912–1922)
- Numerose marce militari, tra cui Barão do Rio Branco, Satanás e Dragões da Independência